# برای همیشه (آلبوم اسپایس گرلز)
«برای همیشه» (به انگلیسی: Forever) آلبومی از اسپایس گرلز است که در سال ۲۰۰۰ میلادی منتشر شد.